# Clinton Conservation Park
Clinton Conservation Park är en park i Australien. Den ligger i delstaten South Australia, omkring 100 kilometer nordväst om delstatshuvudstaden Adelaide. Clinton Conservation Park ligger 4 meter över havet.
Runt Clinton Conservation Park är det mycket glesbefolkat, med 2 invånare per kvadratkilometer.. Närmaste större samhälle är Port Wakefield, nära Clinton Conservation Park.
Omgivningarna runt Clinton Conservation Park är i huvudsak ett öppet busklandskap. Genomsnittlig årsnederbörd är 576 millimeter. Den regnigaste månaden är juni, med i genomsnitt 90 mm nederbörd, och den torraste är december, med 12 mm nederbörd.